# 西南德足球协会
西南德足球协会（德語：Südwestdeutscher Fußballverband，简称西南足协(SWFV)）是德国足球协会辖下的21个州级协会之一，总部设于埃登科本。西南足协覆盖了莱茵兰-普法尔茨的南部疆域。其范围从法国边界（阿尔萨斯）的莱茵河左岸直至巴赫拉赫，从松林山北麓延伸至萨尔兰边境及法国边境。这些地区所涉及的县包括有美因茨-宾根、比肯费尔德、阿尔蔡-沃尔姆斯、巴特克罗伊茨纳赫、唐纳山、巴特迪克海姆、库瑟尔、凯撒斯劳滕、莱茵-普法尔茨、盖默斯海姆、西南普法尔茨和南魏恩施特拉瑟；以及美因茨、凯泽斯劳滕、沃尔姆斯、弗兰肯塔尔、路德维希港、施派尔、诺伊施塔特、兰道、皮尔马森斯和茨韦布吕肯共10个非县辖城市。它与莱茵兰足协和萨尔兰足协共同组成了德国五大地区级协会之一的西南足球地区协会。
截至2016年，西南足协共拥有236,252位注册球员、1,036个成员俱乐部和5,234支球队在联赛系统中作赛。除了四届德国足球冠军得主凯泽斯劳滕和当前的德甲成员美因茨05外，一些老牌俱乐部诸如沃玛蒂亚沃尔姆斯、皮尔马森斯和路德维希港凤凰（今为路德维希港西南体育俱乐部的一部分）也是西南足协成员。